# 李京淑
李京淑（리경숙，1970年—），朝鲜歌手，普天堡电子乐团成员。
李京淑7岁时演唱《革命山之歌》，其才华受到公认。1988年在平安南道平城艺术学院学习声乐，毕业后加入普天堡电子乐团。其于1992年获得朝鲜功勋演员荣誉。朝鲜光明音乐社发行了4 CD装的《李京淑独唱曲集》、以及木兰视频社发行于VHS的“李京淑独唱会1、2、总编辑”。

## 演唱歌曲
- 《见到你真高兴》
- 《阿里郎》
- 《不要问我的名字》
- 《我的国家最好》
- 《都市姑娘嫁到农村》
- 《我的爱我的幸福》
- 《人民主权歌》
- 《我们的7.27》